# Altern-8
Altern-8 — британський електронний колектив, який, незважаючи на небагатий спадок, істотно вплинув на становлення та розвиток європейської рейв-і хардкор-сцени. Утворений 1990 року в м. Стаффорд Марком Арчером та Крісом Пітом.

## Дискографія

### Альбоми
- Full On… Mask Hysteria (1992)

### Сингли і EP
- Overload EP (1990)
- Activ 8 (Come With Me) (1991)
- The Vertigo EP (1991)
- Evapor 8 (1992)
- Brutal-8-E (1992)